# Dichagyris dumosa
Dichagyris dumosa là một loài bướm đêm trong họ Noctuidae.